# Алимов, Равшанбек Азадбекович
Равшанбе́к Азадбе́кович Али́мов (род. 1966) — узбекский дипломат и политик, член Сената Олий Мажлиса Узбекистана.

## Биография
С 2002 по 2005 — посол Узбекистана на Украине (в Молдове по совместительству);
С 2005 по 2008 — посол Узбекистана во Франции (в Португалии по совместительству);
С 2008 по 2011 — начальник отдела в Управлении по сотрудничеству со странами СНГ МИД Республики Узбекистан. С 2011 по 2018 — политический советник посольства Узбекистана в Российской Федерации.
С 2018 по 2020 год работал начальником управления МИД Узбекистана по связям со странами СНГ.
C 20.01.2020 — председатель Комитета по вопросам международных отношений, внешнеэкономических связей, иностранных инвестиций и туризма Сената Олий Мажлиса Республики Узбекистан.

## Награды
- Памятный серебряный знак Туркменистана «Magtymguly Pyragynyň 300 ýyllygyna» (10 декабря 2024 года, Туркменистан) — за особые заслуги в возрождении культурного наследия и исконных духовных ценностей туркменского народа, изучении, бережном сохранении, популяризации и донесении потомкам творческого наследия поэта-классика туркменской литературы, великого мыслителя Махтумкули Фраги, в наращивании культурных связей независимого нейтрального Туркменистана с государствами планеты и международными организациями, в сближении и обогащении культур, укреплении уз дружбы и сотрудничества между народами в эру Возрождения новой эпохи могущественного государства, а также по случаю 300-летия туркменского поэта-классика Махтумкули Фраги[3]